# Национална библиотека Аустралије
Национална библиотека Аустралије (енгл. National Library of Australia) смештена је у Канбери, Аустралији. Саграђена је 1960. године. Нова зграда је саграђена 1968. близу обале језера Барли Грифин, у самом центру Канбере. Закон о ауторским правима захтевао је да се од свака аустријска књига по неколико примерака депонује у Националну библиотеку.
Многобројне књиге смештене су на полицама дуге преко 40 km. Многи важни рукописи, дневници, оригинали књига и тонски записи чувају се у просторијама испод површине земље. Иако су под заштитом, већина дела која се налазе „под земљом“, доступна су јавности у виду копија.

## Библиотека
Библиотека садржи преко 105.000 артикала (књига, слика, мапа, новина, компакт-дискова). Поред стандардних услуга, библиотека омогућава и резервисање књига преко интернета. Библиотека је једна од водећих у свету у дигиталним издањима и одржавању интернет архиве аустралијских сајтова, познатија као Пандорина архива. 
Национална библиотека представља дом различитих колекција и просторија. Тако на пример постоје просторије са интернет услугама. У свако тренутку, стручно особље може помоћи својим клијентима. Такође, постоје и читаонице у којима се свакодневно могу видети бројни студенти. Постоје посебне просторије за проналажење и коришћење дигиталних или аудио-записа

### Аустралијска и општа колекција
Библиотека прикупља материјале Аустралијанаца, за Аустралијанце или о искуству Аустралије у свим форматима – не само у штампаним делима – књигама, серијским публикацијама, новинама, мапама, постерима, музици и штампаним ефемерама – већ и онлајн публикацијама и необјављеним материјалом као што су рукописи, слике и усмене историје. Хејзел де Берг је почела да снима аустралијске писце, уметнике, музичаре и друге у уметничкој заједници 1957. Она је спровела је скоро 1300 интервјуа. Заједно са библиотеком, била је пионир на том пољу у Аустралији, радећи заједно током двадесет седам година.
Основна колекција Аустралије је колекција Џона А. Фергусона. Библиотека има посебну снагу колекције у извођачким уметностима, укључујући плес.
Као национална библиотека, NLA је обавезна према одредбама о обавезном депозиту садржаним у Закону о ауторским правима из 1968. да депонује копију сваке аустралијске публикације у земљи, коју издавачи морају доставити након објављивања материјала.
На крају аустралијске финансијске године 2018–2019, збирка Националне библиотеке састојала се од 7.717.579 јединица и додатних 17.950 m (58.890 ft) рукописног материјала. Колекције Аустралијске библиотеке развиле су се у најважнији извор материјала земље који бележи аустралијско културно наслеђе. Аустралијски писци, уредници и илустратори су активно тражени и добро заступљени, било да су објављени у Аустралији или у иностранству.
Библиотечка збирка обухвата све формате грађе, од књига, часописа, веб страница и рукописа до слика, фотографија, мапа, музике, записа усмене историје, рукописних радова и ефемера.
Отприлике 94,1% библиотечке збирке је каталогизовано до јула 2019. године, укупно 5.453.888 јединица и они се могу претраживати преко онлајн каталога.

#### Дигиталне колекције
Библиотека је светски лидер у техникама дигиталног чувања, и од 1996. одржава архиву одабраних аустралијских веб локација под називом Пандора архива доступну на Интернету. Аустралијска веб архива, објављена у марту 2019. године, комбинује записе ПАНДОРЕ, Аустралијског владиног веб архива (AGWA) и друге веб странице објављене у Аустралији. У савезном буџету за 2019, влада је доделила 10 милиона аустралских долара библиотеци, што је намењено за четири године да се успостави фонд за дигитализацију.
Према подацима из 2019, Библиотека је дигитализовала укупно 5.508.008 слика. Где је могуће, оне се испоручују директно преко Интернета.
Од амандмана на Закон о ауторским правима из 2016. године, сав оригинално дигитални садржај такође мора бити депонован у библиотеку (са различитим одредбама за државне библиотеке). NLA је од маја 2019. била домаћин и управљала услугом Национални едепозит (NED). Библиотеке ACT, Библиотеке Тасманије, Библиотека Северне територије, Државна библиотека Новог Јужног Велса, Државна библиотека Квинсленда, Државна библиотека Јужне Аустралије, Државна библиотека Викторије и Државна библиотека Западне Аустралије су организације чланице ове сарадње.

## Аустралијске слике
Аустралијске слике је један од многобројних услуга која пружа корисницима базу од преко 40 колекција слика Аустралије, аустралијанаца и аустралијског живота

## Читаоница
Читаоница је још једна погодност библиотеке, која нуди квалитетне услове својим корисницима. Она се најчешће користи за читање ретких књига и збирки које не смеју да се износе из библиотечких просторија. Стуб читаонице је свакако Аустралијска национална библиографска база података (АНБД), која садржи преко 40 милиона важних текстова и слика.

## Историја
Године 1901, основана је Комонвелтска библиотека парламента да служи новоформираном Савезном парламенту Аустралије. Парламентарна библиотека Комонвелта је од свог почетка била усмерена ка развоју истински националне колекције. Године 1907, Заједнички парламентарни библиотечки комитет под председавањем председника, сер Фредерик Вилијам Холдера дефинисао је циљ Комонвелтске парламентарне библиотеке следећим речима:
Библиотечки комитет има пред собом идеал изградње, за време када ће се у савезној престоници успоставити парламент, велике Јавне библиотеке по узору на светски познате Конгресне библиотеке у Вашингтону; таква библиотека, заиста, каква ће бити достојна аустралијске нације; дом књижевности, не државе, или периода, већ света и свих времена.
Од 1923. истовремено су коришћена два облика имена: Комонвелтска национална библиотека и Комонвелтска библиотека парламента, за означавање националних и парламентарних колекција.
Године 1960, Национална библиотека Аустралије је створена Законом о националним библиотекама из 1960. године, и свака библиотека је постала посебан ентитет.

## Зграда
Садашњу зграду библиотеке отворио је 15. августа 1968. премијер Џон Гортон. Зграду је пројектовала архитектонска фирма Банинг енд Маден у огољеном класичном стилу касног двадесетог века. Фоаје је украшен мермером, са витражима Леонарда Френча и три таписерије Матјеа Матегоа. Зграда је 22. јуна 2004. уврштена на Листу баштине Аустралијског Комонвелта. Преко улаза у библиотеку постављена је скулптура Тома Баса под називом Линтел скулптура.
Године 2004, објављена је књига „Другачији поглед: Национална библиотека Аустралије и њена грађевинска уметност“ која говори о NLA згради.